# Santuario di San Tommaso Becket
Il santuario di San Tommaso Becket è un edificio sacro situato a Montedinove nelle Marche.

## Storia
Nel XIII secolo, nella stessa zona esisteva una chiesa dedicata a san Tommaso Becket e una abitazione, probabile Hospitale dei pellegrini, di proprietà del monastero di S. Maria de Cellis, dipendenza già dell'abbazia di Farfa. Il 1º dicembre 1617, il consiglio comunale di Montedinove approvava la costruzione di un convento di Frati Minori al posto di quella duecentesca. L'offerta fu discussa e approvata nel maggio 1618 a San Severino, dove i riformati tenevano un loro capitolo custodiale. Padre Carlo da Montedinove OFM Rif., al servizio allora del cardinal Alessandro Peretti ,pronipote di Papa Sisto V ,che aveva in commenda il monastero, convinse l'abate alla cessione dello ius sulla chiesa. Papa Paolo V confermò con bolla del 1º novembre 1619, inviando la prima pietra da lui benedetta, come ricorda ancora la lapide, sulla facciata. 
E si poté iniziare la realizzazione del santuario con la posa della prima pietra, il 26 maggio 1620. I frati vi presero stabile dimora nel 1629, anche se il convento venne terminato solo nel 1643, e fu consacrata il 3 giugno.
Con la soppressi tutti gli Ordini religiosi da parte di Napoleone Bonaparte, chiesa e convento e orti furono posti all'incanto e acquistati da un certo Eustorgio Celi. Ma con la caduta del Regno italico, il Celi finisce in carcere, forse per i moti carbonari della Marca del 1817. In cambio della grazia, offrì di restituire la chiesa e convento; il che avvenne il 14 marzo 1821. Il santuario venne nuovamente soppresso nel 1866, con l'unificazione delle Marche al Regno d'Italia. Ma un sacerdote e un fratello religioso poterono restare in alcune stanze fin oltre al 1894. La proprietà era passata dal demanio al comune, e nel 1898 dal comune al vescovo di Montalto Mons. Luigi Bonetti, che nel 1909 invitò i Frati Minori Conventuali del vicino convento di Montalto a prenderne cura e possesso. L'annesso convento fu sede di noviziato dal 1936 al 1943, poi di un seminario minore dall'ottobre del '44 al giugno del '71 ed è presentemente utilizzato per iniziative turistiche e pastorali.

## Opere
Nel santuario di San Tommaso Becket si conservano all'interno reliquie del martire e sull'altare maggiore vi è una pala dedicata all'Immacolata e ai santi Tommaso e Francesco.

## Culto
Fin dalla sua fondazione (1620-1646), il santuario riceve pellegrini dalle zone limitrofe: dal fermano, dall'ascolano, da una parte dell'Abruzzo e in questi ultimi tempi anche dalla Romagna, zona di emigrazione di comunità marchigiana. 
II giorni festivi dedicati al santo sono due: la prima domenica di giugno e il 29 dicembre; la prima data a ricordo della consacrazione della nuova chiesa (domenica 3 giugno 1646) e la seconda a ricordo del martirio del santo, avvenuto nella cattedrale di Canterbury il 29 dicembre 1170.